# Sistema de combate Aegis

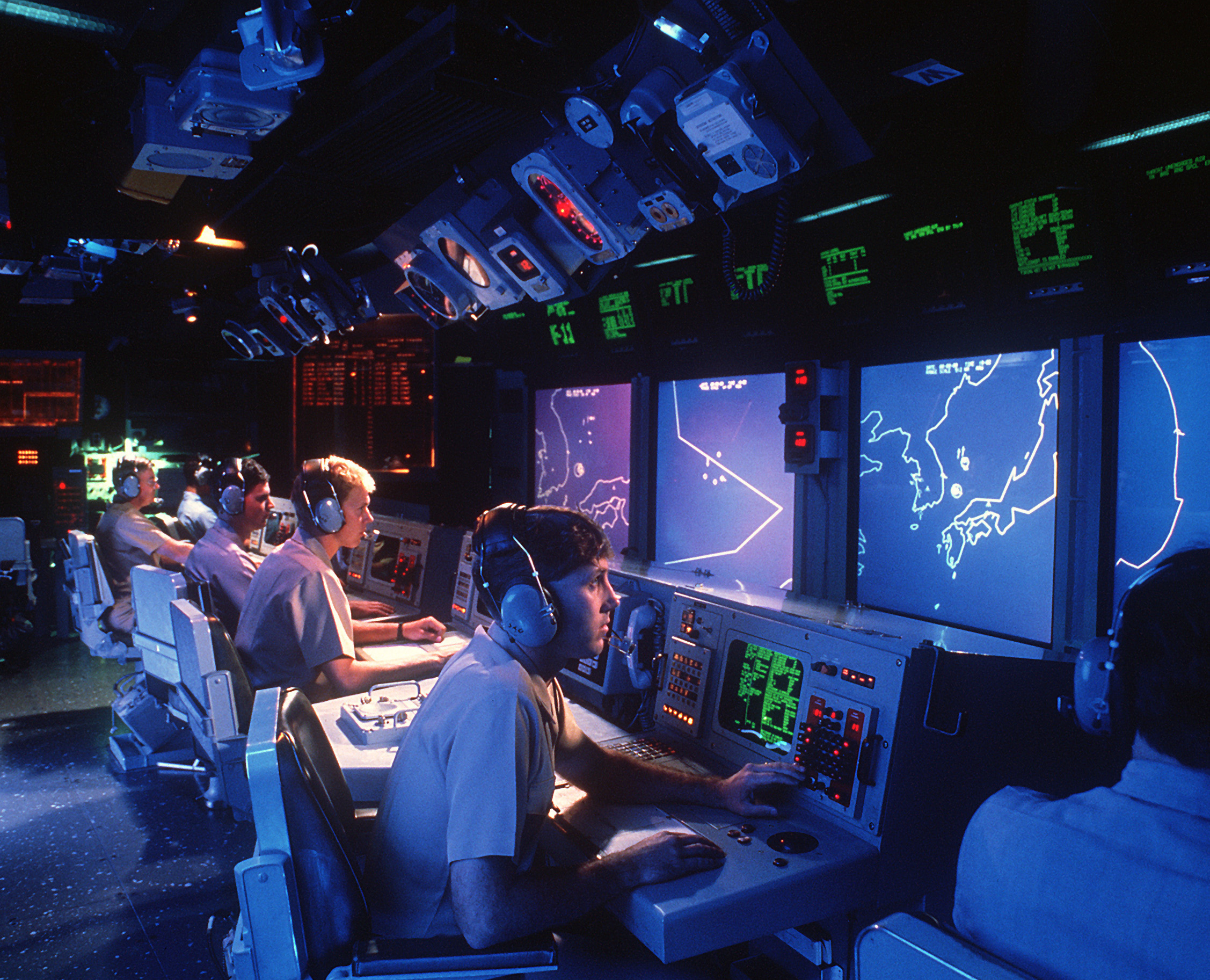
Miembros de una tripulación monitorizan la pantalla de radar del centro de información a bordo del crucero USS Vincennes (CG-49).

El Sistema de Combate Aegis (en inglés: Aegis Combat System, abreviado ACS) es un sistema de combate naval integrado desarrollado en Estados Unidos por la División de Misiles y Radares de Superficie de la RCA Corporation, y ahora producido por Lockheed Martin. El sistema utiliza potentes radares y computadores para rastrear y guiar misiles para destruir blancos enemigos.
Inicialmente creado para la Armada de los Estados Unidos, actualmente el Aegis también es utilizado por la Fuerza Marítima de Autodefensa de Japón, la Armada española, la Marina Real Noruega y la Marina de la República de Corea, marinas en las que sirven en torno a 100 buques equipados con este sistema.
La palabra ‘aegis’, que es la forma de decir égida en idioma inglés, es un término que se remonta a la mitología griega, con connotaciones de un escudo protector.

## Desarrollo del sistema

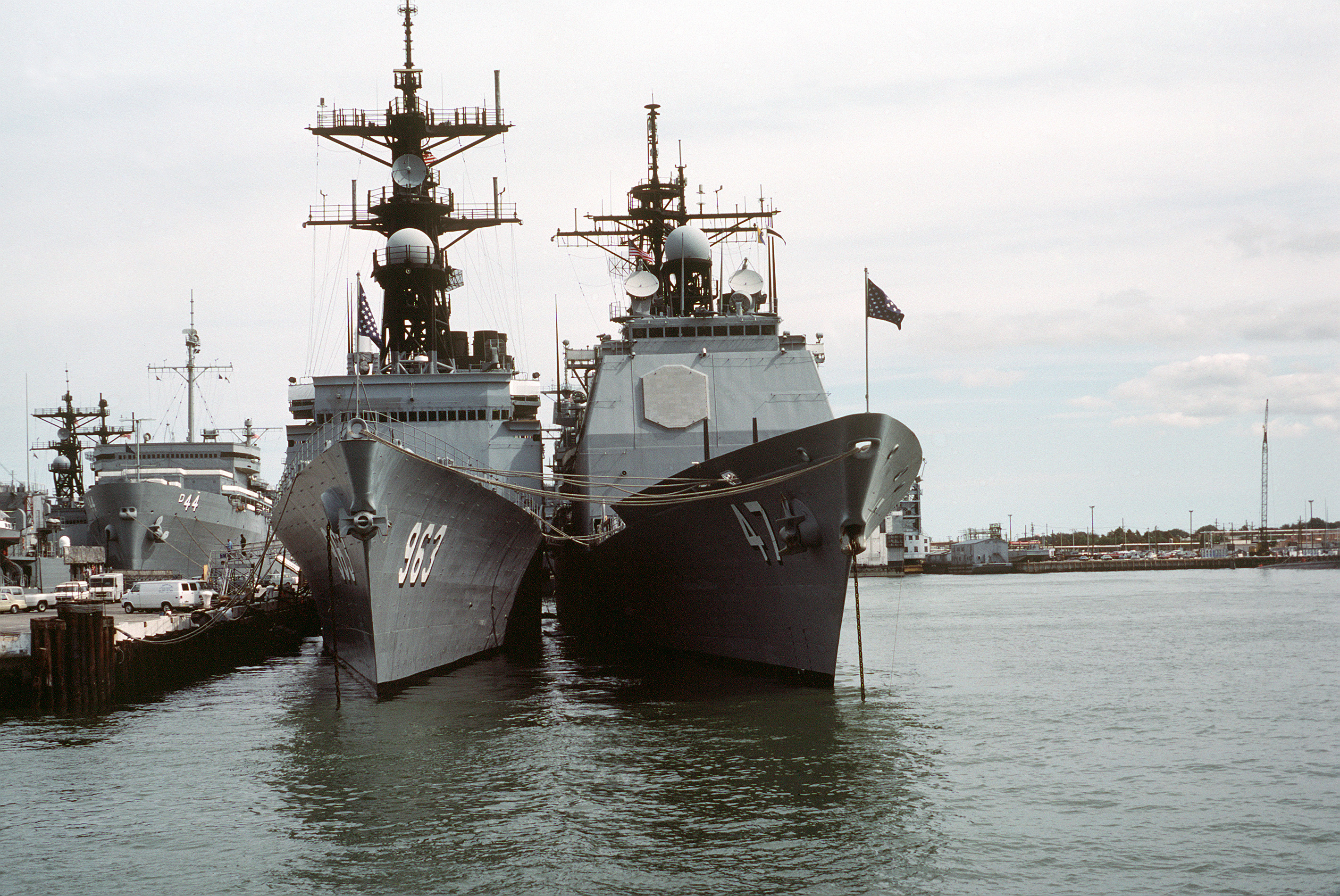
Crucero clase Ticonderoga abarloado a destructor clase Spruance.

A finales de los años 60 del siglo pasado, en plena Guerra Fría, la Armada de Estados Unidos se dio cuenta de que, ni el tiempo de reacción, ni la potencia de fuego, ni la disponibilidad operativa de sus naves en cualquier condición de combate, se correspondían con la nueva amenaza de misiles antisuperficie del tipo "Aire-superficie" lanzados desde aviones de combate navales, y del tipo "Superficie-superficie", lanzados desde otros barcos de guerra enemigos, que estaban siendo desarrollados en esa época por la Unión Soviética, Francia, Inglaterra y otros países. 
Teniendo en cuenta lo anterior, se estableció una necesidad operativa para un Advanced Surface Missile System (ASMS) en los barcos de guerra de la US Navy, y se inició un nuevo programa de desarrollo de ingeniería y nueva tecnología, para cubrir esta necesidad de defensa. En diciembre de 1969, el sistema ASMS cambió su nombre por el de Aegis, tomando el nombre del escudo de Zeus.
El sistema está basado en un radar multifunción avanzado, tipo radar plano PESA, con detección y seguimiento automáticos tridimensional, y cuatro antenas de fase, el AN/SPY-1, que actualmente va por su versión "Delta" (AN/SPY-1D). Conocido como el “Escudo de la Flota” este radar de alta potencia (4 megavatios), de diseño plano PESA instalado a los costados de la cabina de mando, uno a cada lado del puente de mando, y uno al frente, bajo las ventanillas blindadas del puente de mando, es capaz de efectuar simultáneamente funciones de búsqueda, seguimiento y guiado de misiles enemigos, pudiendo seguir hasta 200 blancos enemigos al mismo tiempo a más de 200 millas de distancia, para defender a la flota, lanzando misiles defensivos desde la cubierta delantera en forma vertical, dentro de un silo con misiles. El primer modelo de desarrollo de ingeniería (EDM-1) se instaló en el buque de pruebas USS Norton Sound en 1973.
El núcleo del sistema de combate AEGIS es la aplicación informática de mando y decisión, instalada en una segunda cabina de mando para el control del lanzamiento de misiles, llena de modernas computadoras, pantallas a color y consolas de control, que funciona como un avanzado centro de información electrónica, muestran la posición de los blancos detectados por los nuevos radares, instalada bajo el puente de mando de la nave, que se levanta sobre la cubierta del barco y permite diferenciarlo de otros tipos de naves de batalla. 
Este nuevo sistema de interfaz de batalla, proporciona la tecnología necesaria para dar capacidad al sistema AEGIS, para operaciones simultáneas contra amenazas múltiples. Puede dedicarse al mismo tiempo a la guerra antiaérea, a la guerra antisuperficie y a la guerra antisubmarina. Actualmente, este moderno sistema electrónico de control de batalla, está siendo repotenciado para actuar como un sistema de defensa antimisil, para enfrentarse a la amenaza de los misiles balísticos ICBM de alcance medio, que tienen algunos países en su inventario, y para interceptar satélites militares enemigos. 
La Armada de Estados Unidos construyó su primer crucero AEGIS a partir del casco de los destructores clase Spruance: este primer crucero fue el USS Ticonderoga (CG-47), Clase Ticonderoga. La botadura del USS Bunker Hill (CG-52) inició una nueva era en la guerra naval, al ser el primer buque AEGIS equipado con el sistema de lanzamiento vertical de misiles (Vertical Launching System, (VLS)), que permite una mejor selección de misiles dentro de un contenedor de misiles, que funcionan como silos lanzadores de misiles intercambiables, se puede cambiar el cartucho lanzador de misiles, por un nuevo cartucho con un misil en su interior, para tener más potencia de fuego y mayor capacidad de supervivencia.
Los misiles son de combustible sólido y más pequeños que los lanzados desde tierra, las alas son plegables y tiene dos etapas. El silo del misil lanzador vertical (VSL), está localizado frente a la cabina de mando de la nave, donde la tripulación puede ver el lanzamiento de los misiles a través de las ventanillas blindadas del puente de mando; los silos ocupan el lugar de los cañones principales, que son retirados en este nuevo modelo de nave de combate, para la instalación del silo lanzador. 

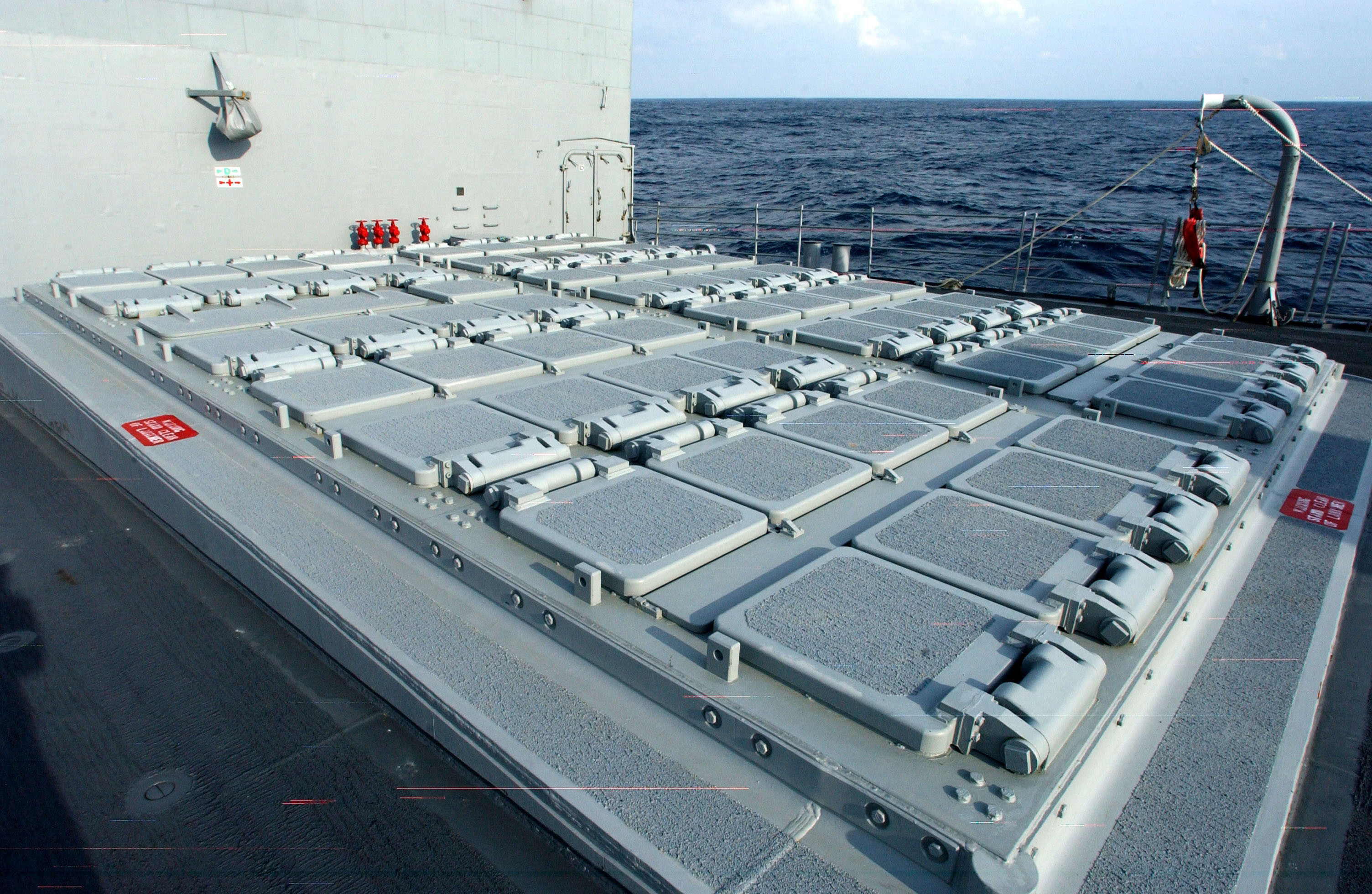
Sistema VLS del USS Jacinto.

El silo lanzador del misil vertical (VSL) múltiple, llamado Sistema de lanzamiento vertical, se abre con una compuerta blindada, instalada sobre la cubierta del barco, comparable a la compuerta de los submarinos nucleares que se abre hacia el costado y mantiene al misil en su interior, protegido de las difíciles condiciones en el mar, humedad, lluvia, tormentas y olas que rompen sobre la popa de la nave, y el misil es lanzado desde el silo en posición vertical, fuera de la cubierta del barco y con un sistema lateral de expulsión de gases calientes, mediante unas pequeñas compuertas rectangulares que se abren a los costados del silo y sobre la cubierta del barco, al mismo tiempo de su lanzamiento; el sistema de lanzamiento puede transportar diferentes tipos de misiles en su interior, en cuatro filas juntas de cuatro misiles cada una, dependiendo del tamaño de la nave y el ancho de la cubierta, se pueden instalar más silos de misiles. 
La versión mejorada del radar AN/SPY-1B salió a la mar en el USS Princeton (CG-59) resultando en otra mejora de las capacidades del sistema AEGIS. El USS Chosin (CG-65) incluyó los nuevos computadores AN/UYK-43/44 en la cabina de lanzamiento, que aumentaron la capacidad de procesado del sistema.
En 1980 se decidió instalar el sistema AEGIS mejorado, en un buque de guerra más pequeño y ligero, con casco de bajo perfil y más marinero, comparable a una fragata misilera, con firma infrarroja y sección de radar reducidas, la cubierta del barco y la cabina de mando son más bajos, los radares planos AESA están a los costados de la nave, formando un pequeño ángulo para la detección delantera de los radares laterales. 

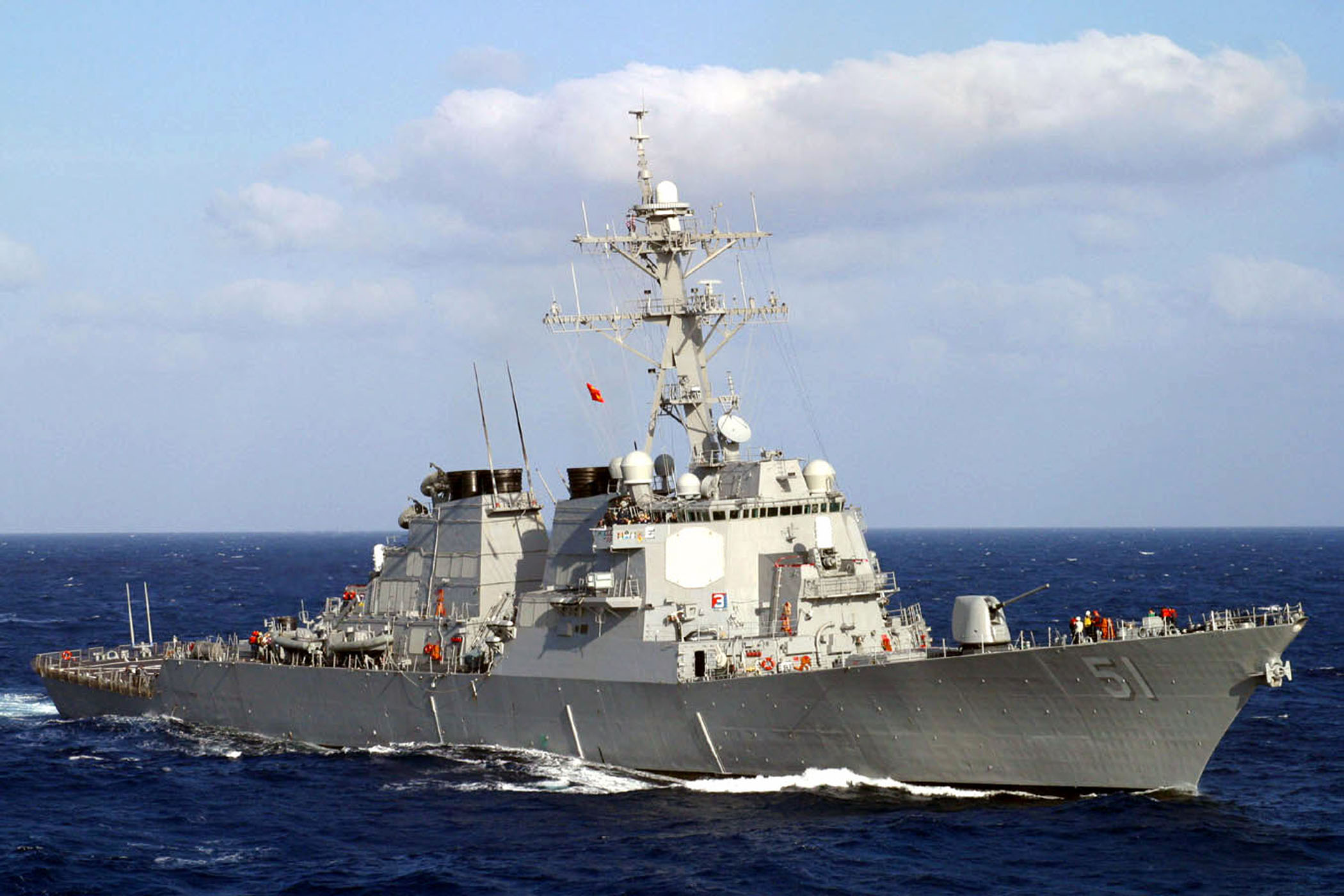
USS Arleigh Burke

El primer barco con la adaptación de este sistema, fue el USS Arleigh Burke (DDG-51), Clase Arleigh Burke que se entregó en 1991. Dado que el sistema AEGIS es predominante en la arquitectura del barco, a veces, erróneamente, se llama a los barcos más ligeros de esta clase buque AEGIS. Para la instalación del silo lanzador, primero se retiran las armas frente a la cabina de mando en un dique seco, dejando un pequeño cañón automático al frente y el sistema de defensa con el cañón giratorio controlado por radar, se cubren las ventanillas laterales del puente de mando y se instalan los radares planos AESA, con un pequeño ángulo delantero que también pueden detectar blancos enemigos al frente, como en la nave USS Cole (DDG-67).
La serie II de la Clase Arleigh Burke, introducido en 1992, incorpora mejoras en el radar SPY y en el misil estándar, contramedidas electrónicas activas y comunicaciones. La serie IIA, de 1994, añade un hangar para un helicóptero antisubmarino y un helicóptero de ataque. El programa AEGIS en este tipo de barcos más ligeros, tiene en proyecto, reducir el coste de cada buque de la serie IIA en al menos US $30 millones de dólares.

## El sistema AEGIS en otras Armadas

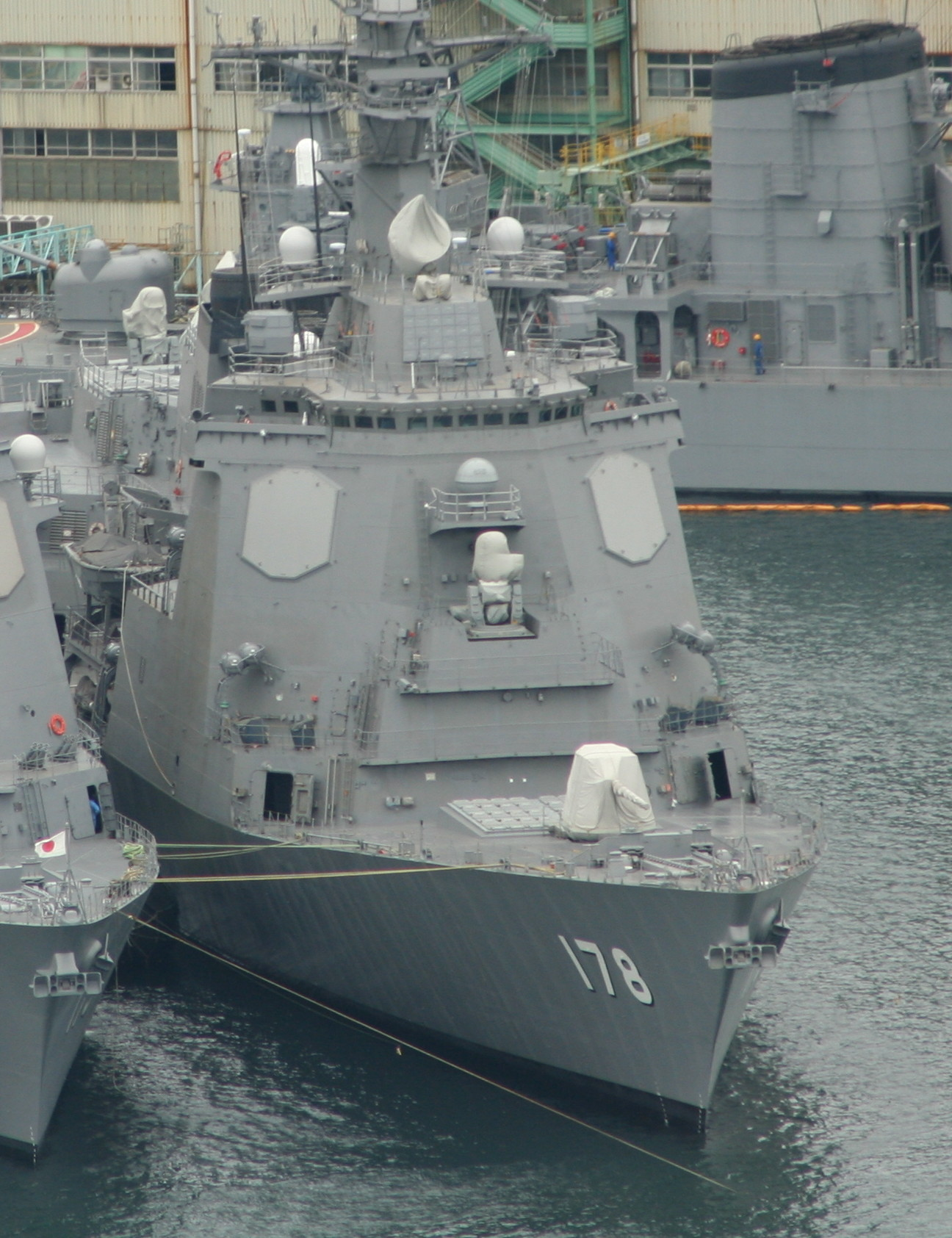
JDS Ashigara (DDG-178), un destructor japonés de la clase Atago.

- Japón tiene cuatro destructores clase Kongo, diseño modificado de la clase Arleigh Burke.
- España está operando actualmente cinco fragatas AEGIS clase Álvaro de Bazán
- Noruega compró a España cinco fragatas clase Fridtjof Nansen, de diseño y construcción española, aunque la versión del radar es inferior a la de los buques españoles. La primera, la fragata HNoMS Fridtjof Nansen (F310) fue botada el 3 de junio de 2004.
- Corea del Sur está construyendo variantes del AEGIS en sus destructores KDX, a los que denomina clase KDX-III.
- Australia en su proyecto Sea 4000 para adquirir tres destructores de guerra aérea (Australian Air Warfare Destroyer) decidió en agosto de 2004 que el sistema de combate AEGIS sería el núcleo del sistema de combate de los nuevos buques. En el año 2007 por concurso la armada australiana decidió adquirir un diseño español basado en las fragatas F-100 españolas para cubrir dicho programa (construcción local), y también en algunas fragatas Clase Oliver Hazard Perry, que fueron modernizadas con el Sistema de lanzamiento vertical.

### Desarrollos relacionados
- SCOMBA
- New Threat Upgrade

- Datos: Q380682
- Multimedia: Aegis Combat System / Q380682